# Eckhardt Tibor

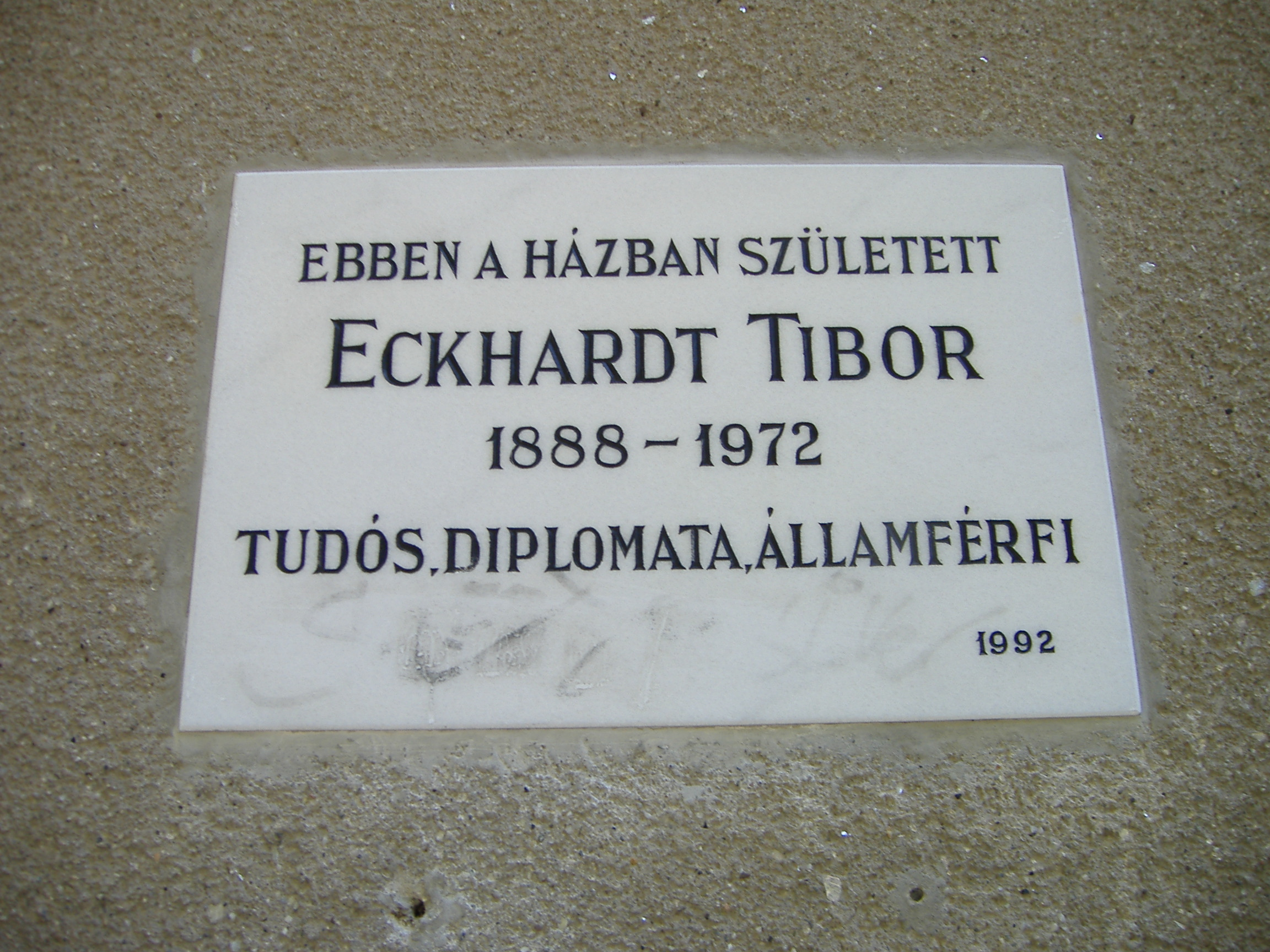
Emléktáblája Makón

Pozsonyi Eckhardt Tibor (Makó, 1888. október 26. – New York, New York, USA, 1972. szeptember 10.) kisgazdapárti politikus, országgyűlési képviselő, a két világháború közti magyar politika egyik vezető alakja.

## Életpályája
A nemesi származású pozsonyi Eckhardt család sarja. Nagyszülei Eckhardt Vilmos (1822–1874) százados, makói birtokos és Pozsonyi Jozefa, illetve ábránfalvi Ugron Lázár (1812–1884) főrendiházi tag, Felső-Fehér megyei főispán és sárdi Simén Rozália (1827-1916) voltak; apja pozsonyi Eckhardt Oszkár (1853–1902) földbirtokos, anyja pedig ábránfalvi Ugron Róza (1864–?) volt. Eckhardt Oszkár 1882. február 26-án nemesség átruházásában és a "pozsonyi" előnév adományozásában részesült az uralkodótól; a nemességet nagybátyja, Posonyi Ferenc makói polgármester révén szerezte.  Eckhardt Tibornak két testvére volt: pozsonyi Eckhardt Vilmos (1889–1923) és pozsonyi Eckhardt Mária (1892–1970), akinek a férje csiktusnádi Betegh Sándor (1871–1918) volt. Egyedül Eckhardt Tibor fia, ifjabb Eckhardt Tibor vitte tovább a pozsonyi Eckhardt családot.
1897–1903 között a makói gimnázium diákja volt. 1908-ban szerzett jogi doktorátust a budapesti egyetemen, majd vármegyei tisztségviselőként kezdett dolgozni. 1918-ban Torda-Aranyos vármegyében főszolgabíró és az úgynevezett önkéntes karhatalom parancsnoka volt. 1919–1920 között az aradi, majd a szegedi ellenforradalmi kormányok sajtóügyeit irányította. 1922-ben a Keresztény Kisgazdapárt jelöltjeként került be a parlamentbe. A szélsőjobboldali Ébredő Magyarok Egyesületének egyik alapítója és vezetője, majd a Magyar Nemzeti Függetlenségi Párt egyik vezetője, és a Magyar Revíziós Liga alelnöke lett. 1930-ban a kormánypártból kiváló Független Kisgazdapárthoz csatlakozott, majd 1932-1940 között annak elnöke volt. Közben, 1931-től újra országgyűlési képviselő is lett. 1934–1935 között Magyarország népszövetségi főmegbízottja volt. Jó viszonyt ápolt több képviselőtársával, például a legitimista boldogfai Farkas Tiborral vagy gyulai Gaál Gasztonnal.
Miután 1940-ben lemondott a pártelnökségről, Horthy Miklós kormányzó, valamint Teleki Pál miniszterelnök megbízásából az Amerikai Egyesült Államokba utazott, hogy a német orientáció ellensúlyozására kapcsolatokat építsen ki az angolszász hatalmakkal. Soha nem tért haza. 1945 után az antikommunista emigráció egyik vezéralakja, a Magyar Nemzeti Tanács egyik megszervezője volt.

## A párbajozó
Mint országgyűlési képviselő, négy párbajnak is részese volt: az első két esetben még csak mint párbajsegéd, az 1930-as években viszont további két alkalommal ő maga párbajozott egy-egy politikai ellenfelével.
Az első ilyen duellum 1924. szeptember 6-án, szombat délelőtt 10 órakor történt, amikor vitéz jákfai Gömbös Gyula későbbi miniszterelnök és magyarfeleki Feleky Géza között tartottak párbajt a lovag Santelli-féle vívóteremben. Feleky segédei dr. Rácz Vilmos és dr. Klúr Zoltán voltak, Gömbös Gyula részéről pedig Zsilinszky Endre és Eckhardt Tibor vállalta ezt a megbízatást.
1931. augusztus 8-án délelőtt gyulai Gaál Gaszton (1868–1932) nagybirtokos, politikus, egy időben a képviselőház elnöke vívott pisztolypárbajt a Ferenc József laktanya lovardájában dr. Szilágyi Lajos országgyűlési képviselővel. Szilágyi ugyanis Gaál országgyűlési felszólalása után sértő kifejezéseket tett a független kisgazdák vezérére, amiért az két képviselőtársa, Eckhardt Tibor és boldogfai Farkas Tibor útján azonnal provokáltatta Szilágyit. Szilágyi Lajos viszont Dinich Ödönt és Rassay Károlyt provokáltatta két közbeszólás miatt.
1932. június 4-én Eckhardtnak már magának kellett kardpárbajt vívnia a Fodor-féle vívóteremben vitéz Borbély-Maczky Emillel, Borsod vármegye főispánjával, azt követően, hogy egy politikai természetű vita folyamán nem fogadta el utóbbinak kézfogását. Borbély-Maczky, aki évekkel korábban még kitűnő vivő volt, a párbajban jelentéktelen vágást kapott; a felek az összecsapás után kezet fogtak és kibékültek egymással.
Második, szintén karddal vívott, saját párbajára 1936. június 7-én került sor a budapesti Rákossy-féle vívóteremben; az előzmény ezúttal az volt, hogy egy parlamenti összeszólalkozás miatt lovagias ügye keletkezett kormánypárti képviselőtársai egyikével, vitéz Szalay Lászlóval. A párviadalban mindketten megsebesültek: Szalay a jobb kezén és a könyökén, Eckhardt pedig a vállán kapott lapos vágást.

## Házasságai és leszármazottjai
Eckhardt Tibor feleségül vette a nemesi származású kézdivásárhelyi Vásárhelyi Erzsébet (Lili) (*1893. április 26. +Nyáregyháza, 1963. február 2.), akinek a szülei kézdivásárhelyi Vásárhelyi László és bellusi Baross Mária voltak. Hamarosan el is váltak. Következő nejével, báró aszdi Podmaniczky Ilona (Ellen) (*Budapest, 1896. szeptember 28.– +Denver, 1981. október 13.) kisasszonnyal, Budapesten 1925. július 15.-én kötött házasságot. Podmaniczky Ilona szülei báró aszódi Podmaniczky Gyula (1855–1920), császári és királyi kamarás, magyar királyi huszárőrnagy, helyettes államtitkár, és Kőnig Zsófia (1856–1938) voltak. Eckhardt Tibor és báró Podmaniczky Ilona frigyéből egy fiú- és egy leánygyermeke született:
- pozsonyi Eckhardt Ilka. Férje, Michael Haeley.
- pozsonyi Eckhardt Tibor (*Budapest, 1928. március 3.). Felesége, a japán származású Myoko Wakui (*Tokyo, 1928. április 7.).

Eckhardt Tibor a második nejétől is végül elvált és elvette Judy Dwyer (†New York, 1966. október 23.) asszonyt, akitől nem született gyermeke.

## Művei
- Eckhardt Tibor beszámolója az elmúlt évről és programja az új politikai esztendőre; Független Kisgazdapárt, Budapest, 1938
- Az angol külpolitika alapelvei; Magyar Cobden Szövetség, Budapest, 1938 (Cobden-könyvtár)
- Javaslat a földbírtokmegoszlás rendezésére; Független Kisgazdapárt, Budapest, 1939
- Száz év magyar közélete. Elmondotta Eckhardt Tibor 1950. április 3-án New York-ban; s.n., New York, 1950
- Report on First Aid for Hungary, 1956–1958; szerk. Leslie Acsay, Eckhardt Tibor, Patricia Durston; First Aid for Hungary, New York, 1958
- Regicide at Marseille. Recollections; American Hungarian Library and Historical Society, New York, 1964
- Posztumusz interjú. Válogatás Thassy Jenő hangarchívumából. Márai Sándor, Varga Béla, Eckhardt Tibor, Dessewffy Gyula, Wiegner Jenő; szerk. Mayer Zsuzsa; Balassi, Budapest, 2004 + CD ROM
- Tibor Eckhardt in his own words. An autobiography; szerk. Kádár Lynn Katalin; East European Monographs–Columbia University Press, Boulder–New York, 2005 (East European monographs)
- Visszaemlékezések, 1941–1943; ford. Strausz Péter, szerk. Kádár Lynn Katalin; L'Harmattan, Budapest, 2008
- Királygyilkosság Marseille-ben. Eckhardt Tibor visszaemlékezései; ford. Strausz Péter, szerk. Kádár Lynn Katalin; L'Harmattan, Budapest, 2009